# Tost

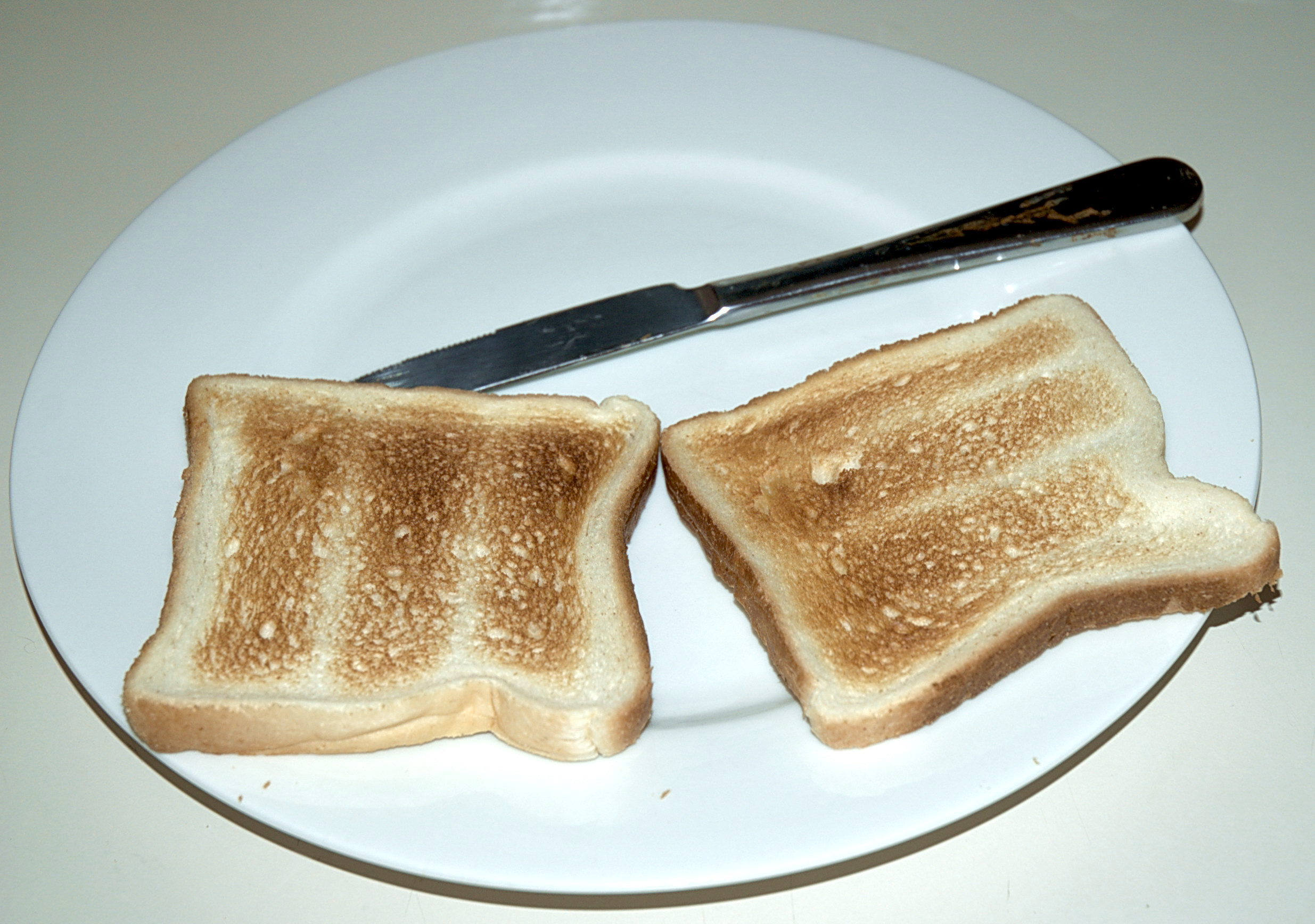
Tosty

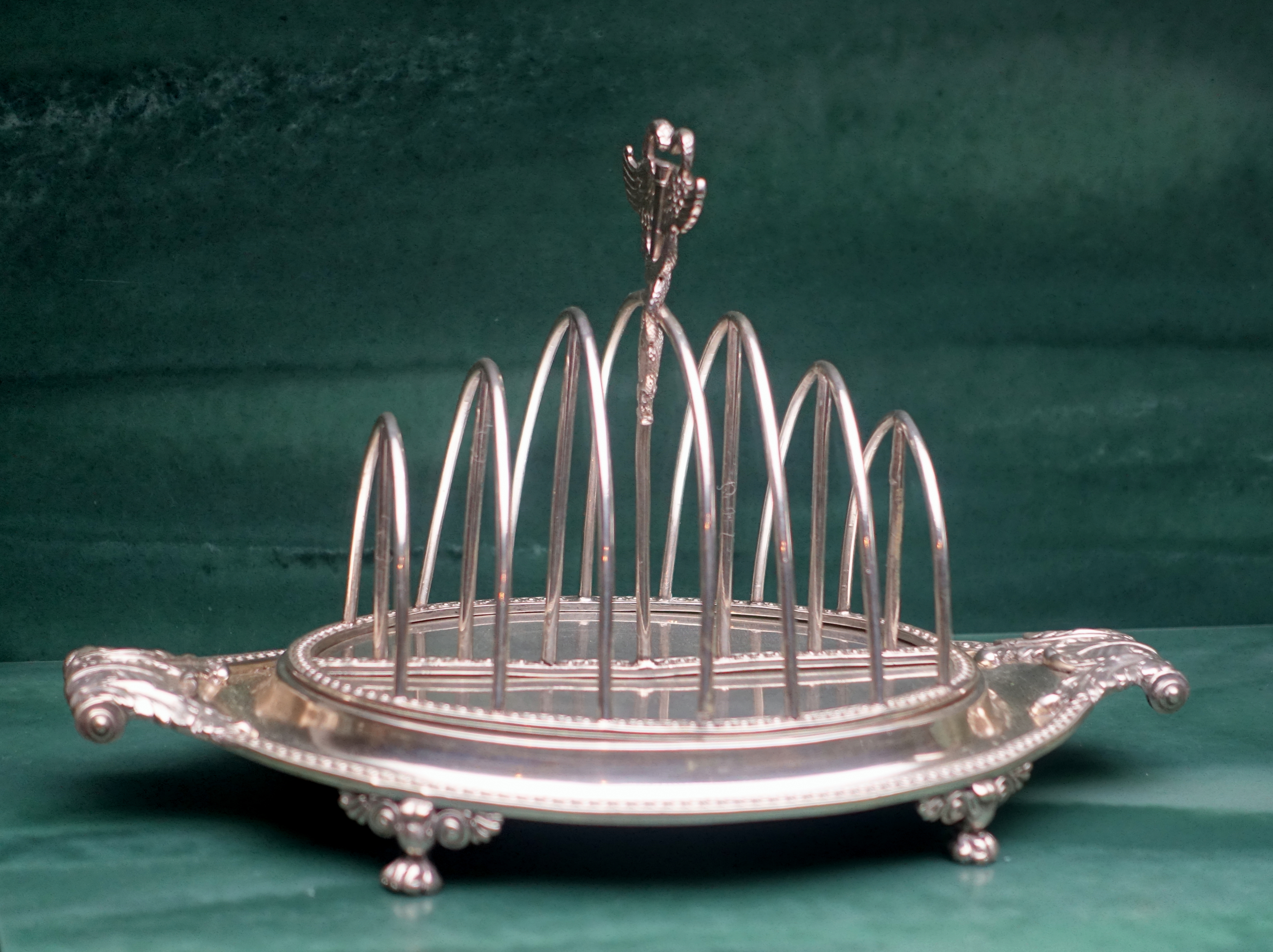
Stojak na tosty (element zastawy stołowej)

Tost (od ang. toast) – kromka pieczywa pszennego, podpieczona w tosterze; rodzaj grzanki. Gotowy tost powinien być lekko przyrumieniony i chrupiący. Tosty podaje się na ciepło – fachowo ujmując po wystygnięciu przestają być tostami.
Tosty mogą być podawane na słodko, np. z dżemem bądź miodem oraz wykwintnie – z kawiorem. Tost z masłem i dżemem jest składnikiem typowego angielskiego śniadania.

## Pieczywo tostowe
Pieczywo przeznaczone specjalnie do wyrobu tostów to tzw. „chleb tostowy”. Charakteryzuje się on miękkim i elastycznym miękiszem, który po odpieczeniu w tosterze staje się chrupiący, oraz bardzo cienką skórką. Pierwsze chleby tostowe wypiekano we Francji i w Holandii w II połowie XVIII wieku.